# Скуинци, Джорджо
Джорджо Скуинци (итал. Giorgio Squinzi; 18 мая 1943, Чизано-Бергамаско, провинция Бергамо, Ломбардия — 2 октября 2019, Милан) — итальянский предприниматель, спонсор и общественный деятель.

## Биография
Джорджо Скуинци родился 18 мая 1943 года в Чизано-Бергамаско (провинция Бергамо, Ломбардия). Владелец футбольного клуба «Сассуоло», который в 2008 году вошёл в серию «B» итальянского чемпионата. В марте 2012 года возглавил Конфиндустрию, сменив Эмму Марчегалья. С 1993 по 2002 год владел также профессиональной командой велосипедных гонок Mapei Sport, в руководстве которой одним из первых в велоспорте стал применять научный подход к подготовке спортсменов — в 1996 году в Кастелланце был учреждён научно-исследовательский центр команды.
Окончил Миланский университет, где изучал промышленную химию. С 1984 года — руководитель химической компании Mapei (Materiali ausiliari per l’edilizia e l’industria), основанной в 1937 году его отцом, Родольфо Скуинци (в 2011 году компания получила прибыль в объёме 2,2 млрд евро). С тех пор, как в 1976 году Mapei добилась участия в сооружении олимпийских объектов в Монреале, она стала межнациональной компанией — владеет 60 предприятиями в 29 странах на пяти континентах. Около 5 % дохода она тратит на научные исследования, в которых заняты 7500 служащих (то есть, около 12 % всего персонала). С 1997 по 2003 год Скуинци возглавлял объединение предпринимателей химической промышленности Federchimica, а в период с 2005 по 2011 год, когда вторично занимал эту должность, подписал при поддержке профсоюзов шесть обновлённых коллективных договоров, избежав забастовок рабочих. Будучи ценителем классической музыки, Скуинци не пропускал ни одной премьеры в Ла Скала. По его словам, отец впервые привёл его в знаменитый театр 1 января 1956 года, и тогда он слушал оперу Норма с участием Марии Каллас и Марио Дель Монако. Любимые композиторы — Верди, Пуччини, Доницетти и Беллини.
31 марта 2016 года Генеральный совет Конфиндустрии выбрал новым президентом и преемником Скуници Винченцо Бочча (это решение должно быть утверждено 25 мая на приватной ассамблее ассоциации).
2 октября 2019 года Скуинци скончался в Милане.

## Личная жизнь
С 1971 года Скуинци женат на Адриане Спаццоли (Adriana Spazzoli), у супругов есть двое взрослых детей: Марко и Вероника. Адриана отвечает в группе Mapei за маркетинг и международные связи. Окончила Болонский университет, где изучала экономические аспекты политологии, считается ученицей Романо Проди. После того, как муж возглавил Конфиндустрию, взяла на себя также и руководство футбольным клубом Sassuolo.